# Geophis laticollaris
Geophis laticollaris — вид змій родини полозових (Colubridae). Ендемік Мексики.

## Поширення і екологія
Geophis laticollaris відомі з типової місцевості, розташованої в районі Путли в горах Сьєрра-де-Міаутлан (частина Південної Сьєрра-Мадре) в штаті Оахака. Вони живуть в широколистяних тропічних лісах і на кавових плантаціях, на висоті 900 м над рівнем моря.